# Kosíř

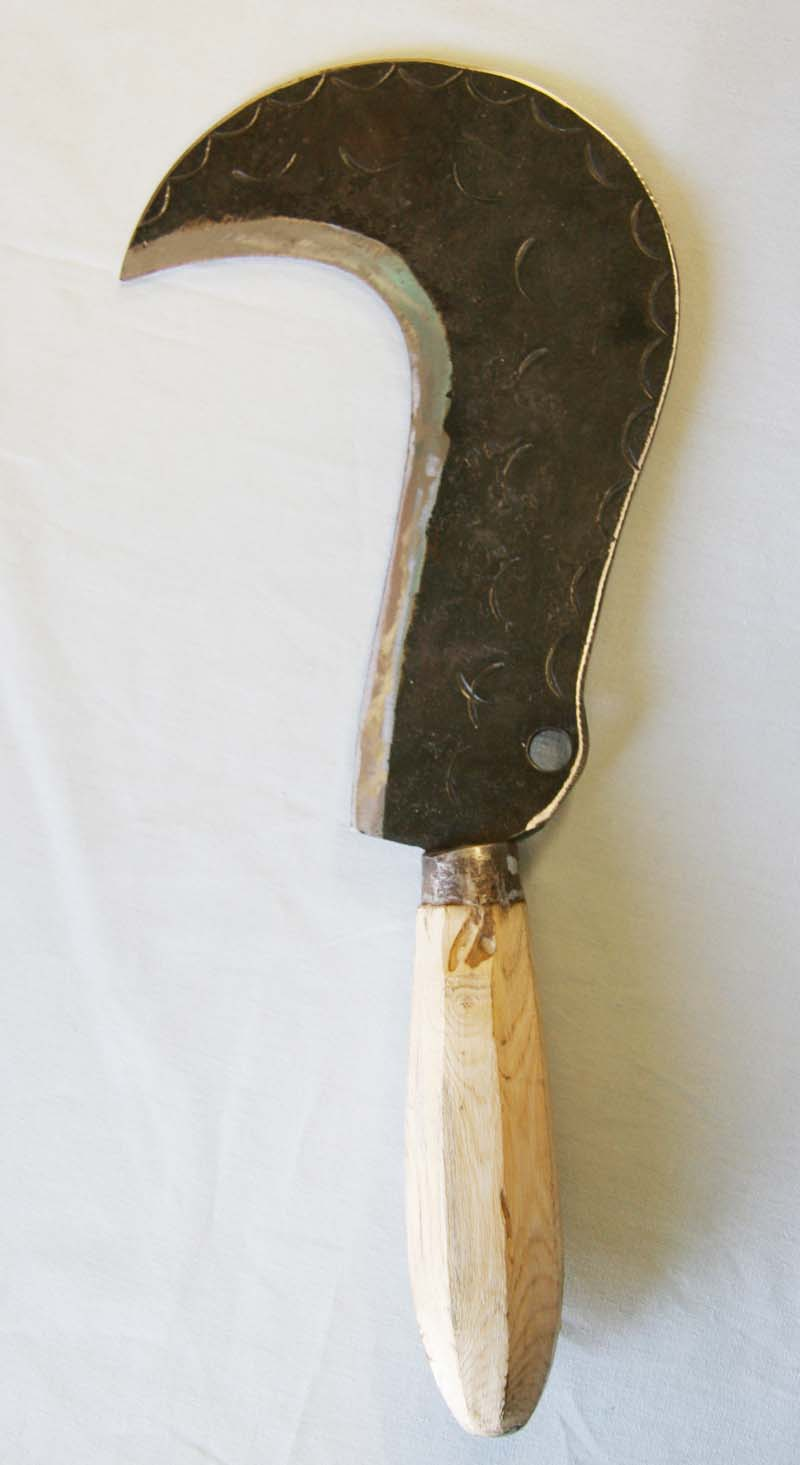
Chorvatský vinařský nůž kosíř

Kosíř je zahnutý zahradnický nebo vinařský nůž. Někdy má na tupé straně sekerkovitý výběžek nazývaný securis. Užívá se k odřezávání výhonků.
Často je užíván jako figurální symbol v heraldice, zejména pro obecní znaky ve vinařských a zemědělských oblastech. Stanislav Kasík v roce 2010 na stránkách Heraldická Terminologická Konvence upozornil na nejednoznačnost termínu a jeho užití.

## Galerie

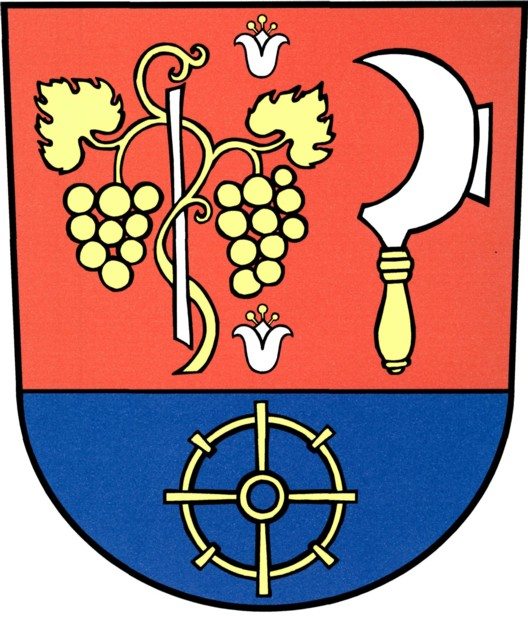
Kosíř ve znaku obce Přítluky
Kosíř ve znaku města Hustopeče
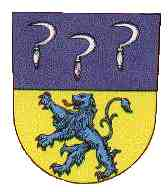
Tři kosíře v historickém znaku pražské části Košíře